# گرهارد کرشباومر
گرهارد کرشباومر (ایتالیایی: Gerhard Kerschbaumer؛ زادهٔ ۱۹ ژوئیهٔ ۱۹۹۱) دوچرخه‌سوار اهل ایتالیا است. وی در بازی‌های المپیک تابستانی ۲۰۱۲ شرکت کرده است.